# Echeveria runyonii
Echeveria runyonii é uma espécie de planta pertencente à família Crassulaceae, que é nativa do estado de Tamaulipas, no México.

## Taxonomia
Joseph Nelson Rose descreveu Echeveria runyonii em 1935, em homenagem ao botânico amador do Texas Robert Runyon. Runyon colectou o espécime de um jardim de Matamoros, Tamaulipas em 1922.